# Bucculatrix lavaterella
Bucculatrix lavaterella är en fjärilsart som beskrevs av Pierre Millière. Bucculatrix lavaterella ingår i släktet Bucculatrix och familjen kronmalar. Inga underarter finns listade i Catalogue of Life.

## Bildgalleri

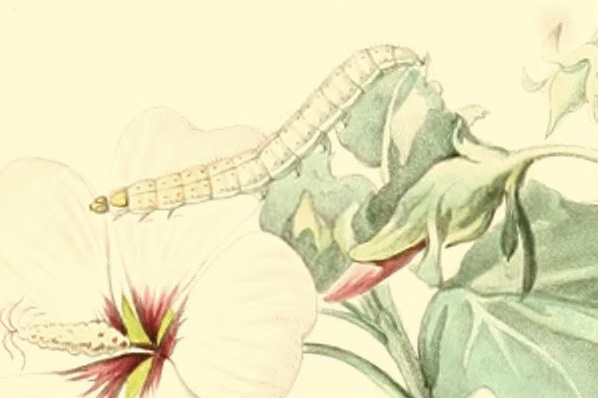
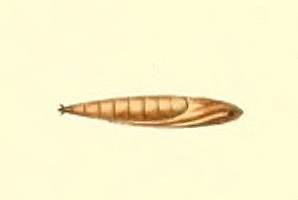